# Lemie
Lemie (piemontesisch Lemie, frankoprovenzalisch Leimia) ist eine Gemeinde in der italienischen Metropolitanstadt Turin (TO), Region Piemont.

## Lage und Einwohner
Lemie liegt 57 km nordwestlich von Turin im alpinen Valli di Lanzo. Das Gemeindegebiet umfasst eine Fläche von 45 km² und hat 158 Einwohner (Stand 31. Dezember 2023).
Die Nachbargemeinden sind Ala di Stura, Balme, Mezzenile, Usseglio, Viù und Condove.

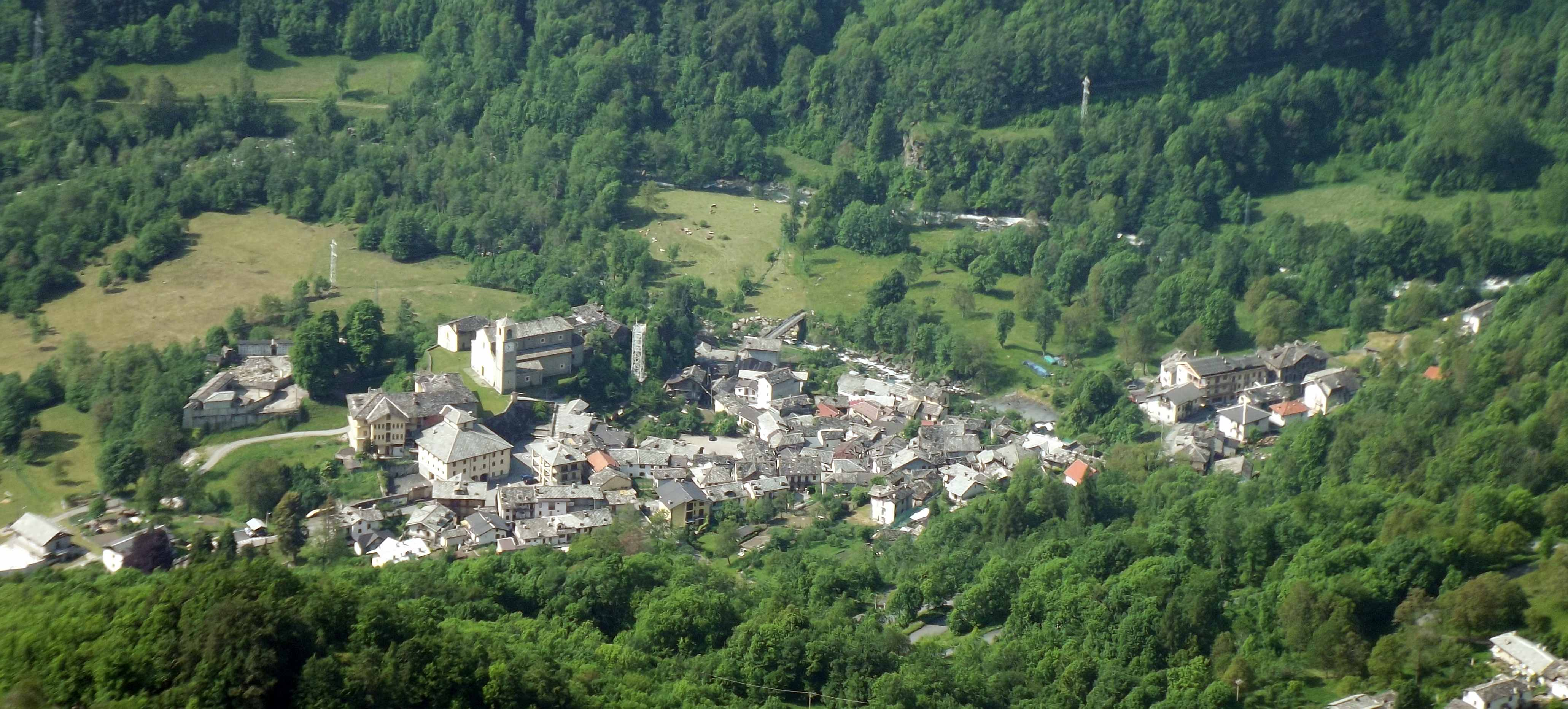
Panorama

## Geschichte

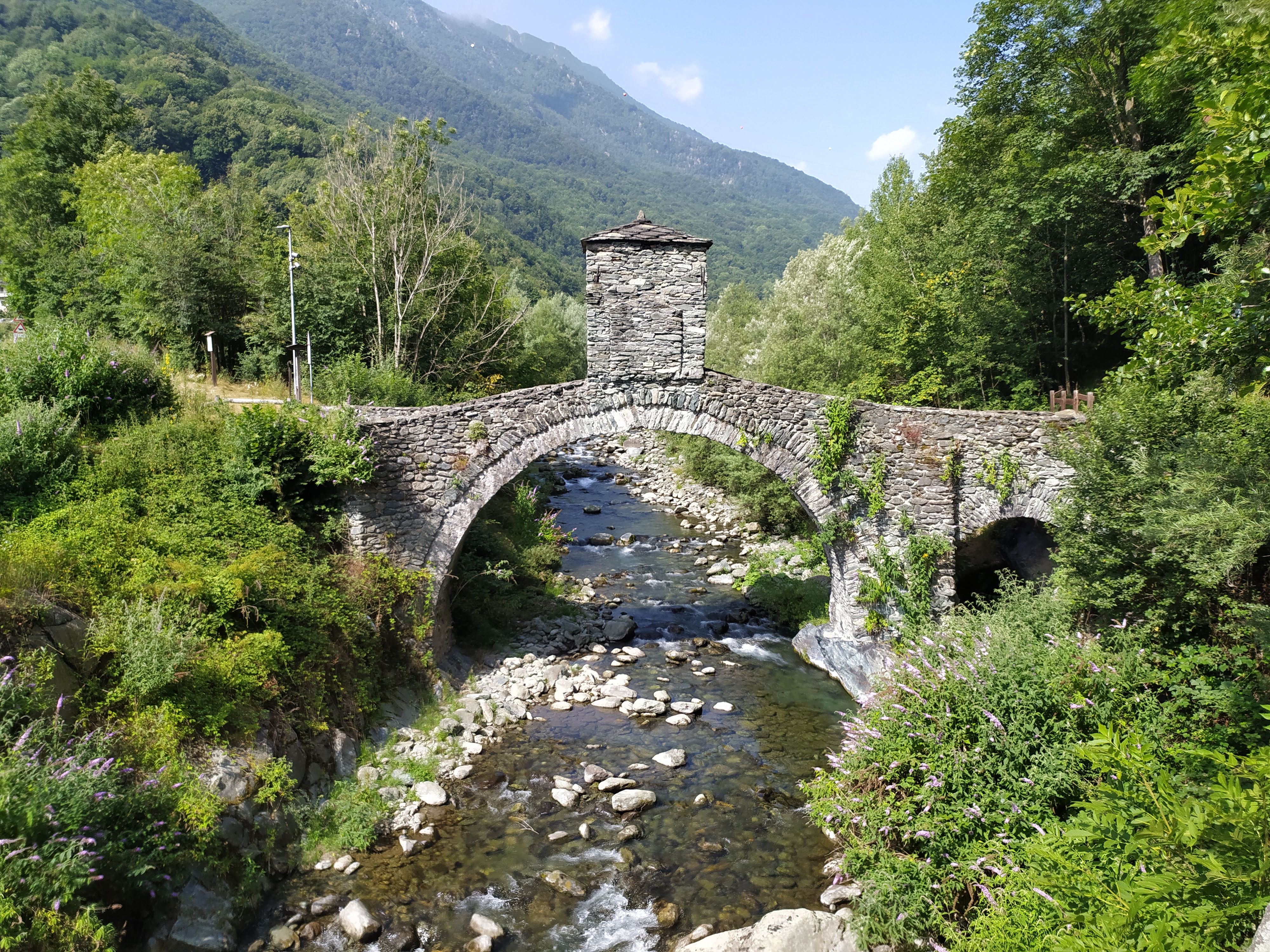
Ponte Forno

Lemie war bis zum 11. Jahrhundert ein Lehen der Erzdiözese Turin und wurde später Teil des Herrschaftsbereichs der Visconti von Baratonia. Ab dem 14. Jahrhundert wurden im Gemeindegebiet einige Eisen- und Kupferbergwerke eröffnet. Die metallhaltigen Mineralien wurden in der Gegend vom Weiler Forno geschmolzen. Die metallurgische Tätigkeit zog die Einwanderung spezialisierter Arbeitskräfte aus Bergamo und Valsesia in die Region an. Im August 1465 verwüstete eine Überschwemmung die Stadt völlig, die in den folgenden Jahren nur mühsam wieder aufgebaut werden konnte.
Die Pfarrkirche San Michele Arcangelo war ursprünglich eine Kirche im gotischen Stil, an deren Stelle zwischen 1689 und 1701 die heutige barocke Pfarrkirche wieder aufgebaut wurde. Der Glockenturm stammt aus dem Jahr 1808.
Im Weiler Forno gibt es eine steinerne Bogenbrücke mit zentraler Ädikula aus dem Jahr 1477, die über die Stura führt. In der Umgebung der Stadt befindet sich der spektakuläre Ovardra-Wasserfall.